# In the last waking moments (album)
In the last waking moments is het debuutalbum van Edison's Children. Het album werd opgenomen tijdens een tournee van Transatlantic en de rustpauzes binnen Marillion. Zo kon het gebeuren dat op dit album alle leden van Marillion te horen zijn, zij het in zeer geringe mate. De muziek doet denken aan Marillion, maar ook af en toe aan The Cure en REM. In the last waking moments is geschreven als voortvloeisel van de filmmuziek die de heren schreven voor DeStressed voor Garry Pastore. Deze film annex documentaire behandelt het thema posttraumatische stressstoornis.

## Musici
- Pete Trewavas, Eric Blackwood – alle muziekinstrumenten

Met
- Steve Rothery – gitaar op Spiraling
- Mark Kelly – toetsen op The "other" other dimension
- Robin Boult – gitaar op In the last waking moments
- Steve Hogarth – zang op The awakening
- Mandy Delly – zang op The awakening
- Ian Mosley – slagwerk op The awakening

Robin Boult was gitarist in de band van Fish, de voormalige zanger van Marillion.

## Muziek
| Nr. | Titel                                                 | Duur  |
| --- | ----------------------------------------------------- | ----- |
| 1.  | Dusk                                                  | 6:43  |
| 2.  | Fracture (Fallout of the first kind/The last refrain) | 5:50  |
| 3.  | In the first waking moments                           | 0:44  |
| 4.  | A million miles away (I wish I had a time machine)    | 5:01  |
| 5.  | Fallout (of the second kind)                          | 4:55  |
| 6.  | Outerspaced                                           | 3:14  |
| 7.  | Spiraling                                             | 5:01  |
| 8.  | The “other” other dimension                           | 4:45  |
| 9.  | Across the plains                                     | 2:26  |
| 10. | In the last waking moments                            | 7:26  |
| 11. | Lifeline                                              | 3:17  |
| 12. | Fallout (of the third kind)                           | 4:00  |
| 13. | The awakening – slow burn                             | 15:33 |
| 14. | Fallout (of the fourth kind)                          | 1:46  |